# Espejo plano

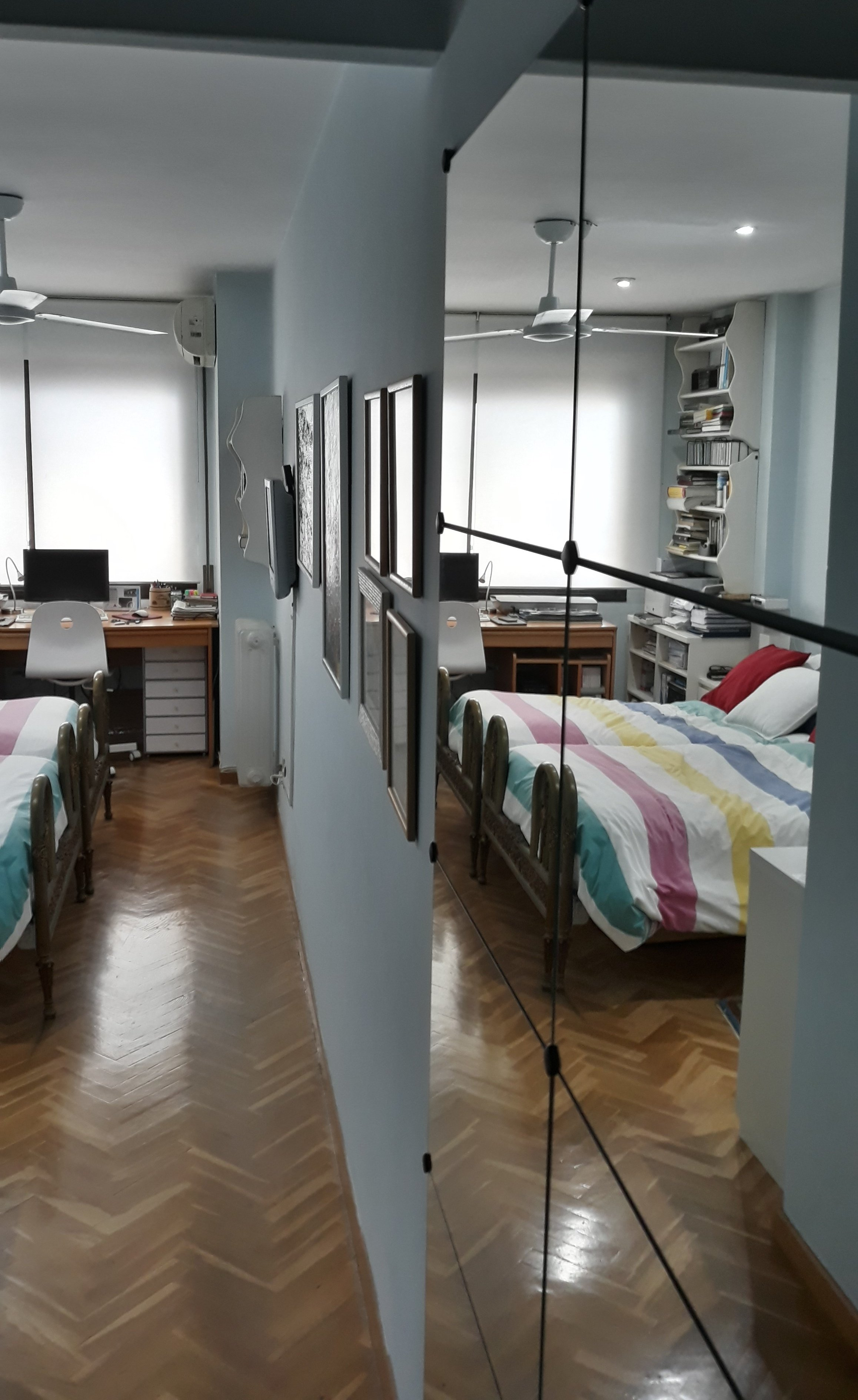
Espejo plano mural (a la derecha), formado por un mosaico de 8 espejos

Un espejo plano es un tipo de espejo cuya superficie reflectante es plana. Por contraposición a los espejos curvos, que por lo general modifican la configuración de imágenes de los objetos que reflejan, los espejos planos muestran imágenes idénticas a las originales de los objetos reflejados, con la particularidad de su simetría con respeto al plano del espejo, lo que se traduce en la inversión de su lateralidad.

## Características

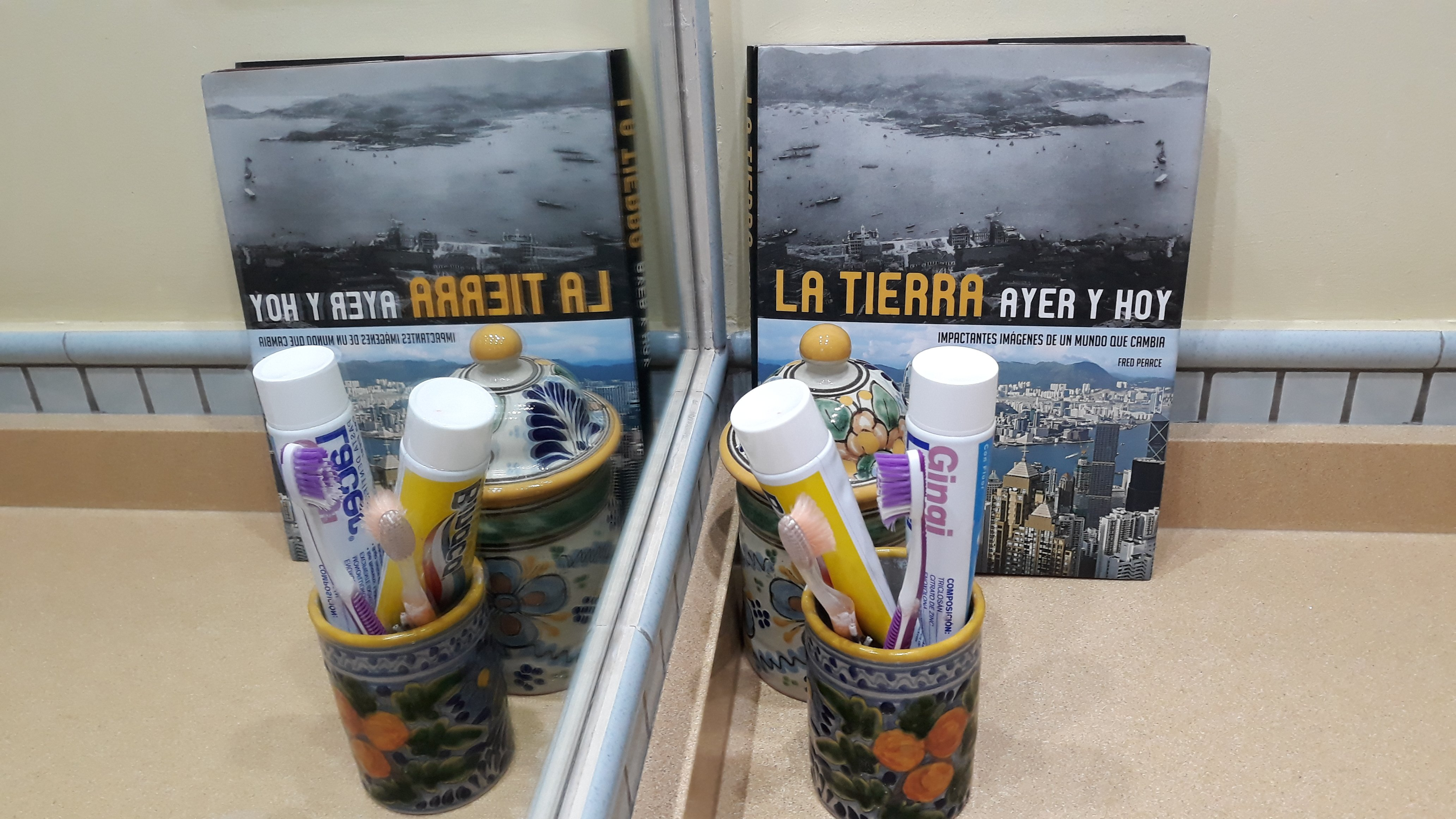
Espejo plano. Se observa que el texto de la portada del libro, aparece invertido en la imagen reflejada.

Para los rayos de luz que inciden en un espejo plano, el ángulo de reflexión es igual al ángulo de incidencia. Ambos ángulos se miden entre cada rayo y la normal a la superficie, y las tres líneas rectas (las trayectorias de los dos rayos y la perpendicular a la superficie) pertenecen a un mismo plano. Por lo tanto, el ángulo de reflexión es el ángulo entre el rayo reflejado y la normal y un haz de luz colimada no se dispersa tras reflejarse en un espejo plano, si se exceptúan los efectos de la difracción.
Un espejo plano forma una imagen de los objetos situados delante de él, que aparentan estar por detrás del plano sobre el que sitúa la superficie del espejo. Una línea recta trazada entre un punto de un objeto y el punto correspondiente de su imagen forma un ángulo recto con, y está bisecado por, la superficie del espejo plano. La imagen formada por un espejo plano es siempre virtual (lo que significa que los rayos de luz de hecho no provienen de la imagen), recta, y de la misma forma y medida que posee el objeto reflejado. Una imagen virtual es una copia de un objeto formada en la ubicación de la que parecen provenir los rayos de luz el ángulo de incidencia es uno. Se trata de una "imagen especular" del objeto, que presenta una inversión lateral. Si una persona se refleja en un espejo plano, la imagen de su mano derecha aparenta ser la mano izquierda de la imagen.
Son el único tipo de espejo para el que un objeto real siempre produce una imagen virtual, levantada y de la misma medida que el objeto reflejado. Los objetos virtuales sin embargo producen imágenes reales. La longitud focal de un espejo plano es infinita; y su potencia óptica es cero.[cita requerida]

## Fabricación

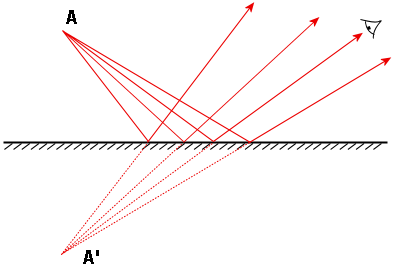
Diagrama de rayos de un espejo plano. Los rayos de luz incidentes, procedentes del objeto crean una imagen especular aparente para el observador.

Un espejo plano está hecho utilizando algún material altamente reflectante y una superficie abrillantada como una capa de plata o de aluminio, en un proceso llamado plateado. Para proteger la cara exterior del plateado, se le aplica una delgada capa roja de óxido de plomo. La superficie reflectora refleja la mayoría de la luz que recibe mientras la superficie se mentenga libre de los efectos de la corrosión o de la oxidación. La mayoría de espejos planos modernos están diseñados con una pieza delgada de vidrio laminado que protege y refuerza la superficie del espejo, impidiendo su oxidación. Históricamente, los espejos eran sencillamente piezas planas de cobre pulido, obsidiana, latón, o un metal precioso. También existen espejos líquidos, formados por la superficie de elementos metálicos líquidos a temperatura ambiente como el galio y el mercurio, ambos altamente reflectantes en su estado líquido.

## Relación con los espejos curvados
Matemáticamente, un espejo plano puede ser considerado como el límite, cuando el radio, de cualquier espejo curvo esférico cóncavo o convexo, y por lo tanto la longitud focal, se hace infinito.

## Aplicaciones
Sus particulares propiedades ópticas y facilidad de producción hacen de los espejos planos un elemento ampliamente utilizado para todo tipo de aplicaciones:
- Aseo personal (peinado, afeitado, aplicación de cosméticos...).
- En decoración, donde sirven como elemento ornamental y para aumentar la sensación de amplitud en espacios cerrados (son habituales en las cabinas de los ascensores) tanto en viviendas como en locales comerciales. La Galería de los Espejos del Palacio de Versalles es un conocido ejemplo.
- En las peluquerías es tradicional el uso de grandes espejos planos para que el cliente observe el trabajo del peluquero.
- En el comercio de ropa (probadores).
- En los retrovisores de todo tipo de vehículos automóviles.
- En numerosos sistemas ópticos, en los que sirven para guiar el recorrido de haces de luz:

- Periscopios, sextantes y dipleidoscopios.
- Cámaras fotográficas réflex, en las que un espejo plano refleja hacia el ocular la imagen captada desde el objetivo.
- Interferómetros, donde sirven para orientar haces de luz por distintos recorridos.
- Telescopios newtonianos, en los que un espejo plano dirige la luz concentrada por el espejo principal hacia el ocular.
- Telescopios solares, en los que se utilizan espejos planos para orientar la luz hacia la lente principal.
- Microscopios antiguos, que utilizaban un pequeño espejo destinado a dirigir la luz del sol necesaria para iluminar las muestras.
- Caleidoscopios, que se sirven de múltiples imágenes reflejadas para componer vistosos patrones simétricos.

- En sistemas termosolares, como parte de heliostatos sencillos de reducido coste.
- Como parte del heliógrafo, un sistema de señales en el que se utiliza el reflejo de la luz del sol.